# サークルズ (ザ・フーの曲)
「サークルズ」（Circles）は、イングランドのロック・バンドであるザ・フーが1966年のシングルで発表した楽曲である。「インスタント・パーティ」（Instant Party）の曲名でも発表された。

## 解説
作詞・作曲はピート・タウンゼントによる。彼がギターとヴォーカルの多重録音によって制作したデモに基づいて録音された。ザ・フーの楽曲の中でジョン・エントウィッスルが金管楽器を演奏した初めてのものである。
本曲には2つの録音が存在する。
- 1966年1月12日と13日にロンドンのIBCスタジオでシェル・タルミーのプロデュ―スによって録音されたもの[4]。同年3月7日にイギリスでブランズウィック・レコードから発表されたシングル『リーガル・マター』のB面に「インスタント・パーティ」として収録された[3][5]。
- 1966年1月末にロンドンのオリンピック・スタジオでメンバーのプロデュ―スによって録音されたもの[5]。同年3月4日にイギリスでリアクション・レコードから発表された『恋のピンチ・ヒッター』の2種類のシングルのB面に「サークルズ」[1]または「インスタント・パーティ」[2]として収録された[5]。

本ページでは便宜上、前者をブランズウィック版、後者をリアクション版と呼称し、以下、発表に至る経緯を順序に従ってリアクション版から述べる。

### リアクション版（「サークルズ」または「インスタント・パーティ」）
1965年12月、タルミーのプロデュースで制作したデビュー・アルバム『マイ・ジェネレーション』がイギリスでブランズウィック・レコードから発表された。1966年1月12日と13日、ザ・フーはシングル『マイ・ジェネレーション』に続く5作目のシングルとして、タルミーのプロデュースで「サークルズ」と「インスタント・パーティ・ミクスチャー」をレコーディングした。しかし間もなく彼等は印税の取り分を巡ってタルミーと対立し、彼との契約を破棄してブランズウィック・レコードを去り、エージェントのロバート・スティグウッドが設立したリアクション・レコードへ移籍した。彼等は同月末に自分達のプロデュースで「サークルズ」を再録音し、同年2月にピート・タウンゼントのプロデュースで録音した新曲「恋のピンチ・ヒッター」のシングルのB面収録曲に用いることにした。

シングル『恋のピンチ・ヒッター』は35,000枚もの予約を受けて、3月4日にリアクション・レコードから発表された。「自分がプロデュースした作品の著作権は自分にある」と主張するタルミーがB面に収録された「サークルズ」について何らかの法的な行動を起こす可能性が考慮されて、「サークルズ」を「インスタント・パーティ」に改題したシングルも同時に発表された。はたしてタルミーは裁判所に「サークルズ」の収録が著作権の侵害に当たると訴えた。同月8日、裁判所は彼の訴えを認めてシングル『恋のピンチ・ヒッター』発売の差し止めを命ずる判決を下し、2種類のシングルは発売5日後に店頭から姿を消した。
リアクション版は同年11月にイギリスで発表された5曲入りEP『レディ・ステディ・フー』に「サークルズ」として収録された。アメリカでは解散後の1987年に発表された編集アルバム『トゥーズ・ミッシング』に「サークルズ」として収録されて、アメリカで初めて入手可能になった。

### ブランズウィック版（「インスタント・パーティ」）
タルミーは上記の訴えを起こすと、シングル『恋のピンチ・ヒッター』の売り上げを鈍らせる為に、3月7日にザ・フー側に無断でブランズウィック・レコードからシングル『リーガル・マター』を発表した。A面にはアルバム『マイ・ジェネレーション』の「リーガル・マター」、B面には自分がプロデュースした「サークルズ」を「インスタント・パーティ」と改題して収録した。
ブランズウィック版は、1966年4月、アメリカでデッカ・レコードから発表されたデビュー・アルバム『ザ・フー・シングス・マイ・ジェネレーション』に「インスタント・パーティ」として収録された。

## 参加ミュージシャン
- ロジャー・ダルトリー（Roger Daltrey） – リード・ヴォーカル
- ピート・タウンゼント（Pete Townshend） – ギター、ヴォーカル
- ジョン・エントウィッスル（John Entwistle） – ベース・ギター、フレンチ・ホルン、ヴォーカル
- キース・ムーン（Keith Moon） – ドラムス

## カヴァー
- ザ・フルール・ド・リス（The Fleur de Lys） – 2作目のシングル"Circles"（1966年）[8][注釈 8]
- セル（Cell） – シングル"Fall"（1992年）[9]